# Novela de espionaje
La novela de espionaje, conocida a veces como thriller político, surgió antes de la Primera Guerra Mundial, al tiempo que los primeros servicios de inteligencia. Este campo apenas ha tenido apoyo de la crítica y ha sido considerado simplemente como una rama de la literatura popular de masas o pulp. Desde sus inicios gozó del favor del público, cuyo interés solo decayó tras la guerra fría y la caída del Muro de Berlín en noviembre de 1989. No obstante, el terrorismo y los atentados del 11 de septiembre de 2001 encauzaron de nuevo el interés hacia el género.

## Rasgos definitorios del género
En el sentido moderno del término, la novela de espías es una narración que tiene por marco general el «mundo del secreto»: las agencias y servicios de inteligencia e información modernos, las operaciones militares especiales, encubiertas o clandestinas de los estados, el espionaje profesional, etc. Poseen generalmente por fondo histórico el marco geopolítico contemporáneo o incluso actual, pero este marco puede extenderse más hacia el pasado hasta incluso mezclarse con el género de la novela histórica. Por lo general existen en estas obras dos bandos enfrentados que rivalizan o se combaten política, social o moralmente, al menos en apariencia. La existencia de un misterio o secreto emparenta también el género con el también moderno de la novela criminal o policiaca, pero Noel Behn distingue bien sus lindes al decir que "en una novela policiaca, el héroe resuelve un crimen; en la de espionaje, comete uno".
Sin embargo, cabe hacer una distinción importante entre las novelas de espías de carácter realista -a menudo escritas por antiguos profesionales- y las novelas puramente de aventuras, muy fantasiosas, en las cuales los principios y métodos descritos no corresponden a los verdaderos del mundo del espionaje, siempre más discretos y modestos, por ejemplo las estereotipadas novelas de James Bond, escritas sin embargo por un antiguo espía, Ian Fleming.
En la novela de espías realista existe siempre un componente ético, varios de sus temas más frecuentes -más allá del enigma o el misterio a descifrar o descubrir- son la duplicidad moral entre traición y lealtad (tema del agente doble), la identidad, el nihilismo, la corrupción, la injusticia, la opresión, el sacrificio, la paranoia, el patriotismo, la decadencia, la venganza, el engaño, etc. Los argumentos suelen tener que ver con las tácticas de infiltración y penetración (topos), el soborno, el chantaje, el robo o el sabotaje.

## Antes de la Primera Guerra Mundial
El desarrollo del espionaje moderno y su reflejo literario corresponde al siglo XIX y al XX, cuando se crearon las primeras agencias de información, contrainteligencia e intoxicación: la Ojrana rusa, antecesora de la Checa, el NKVD, el GRU y el KGB soviéticos, se crearon en 1881; el Deuxième Bureau francés, antecesor de la DGSE, en 1871; el MI5 y el MI6 británicos en 1909; diversas agencias estadounidenses ya existían en el XIX, pero la OSS y la CIA modernas que las unificaron fueron fundadas en la primera mitad del XX y el Shin Bet o Shabak desembocó en su sucesor, el Mosad israelí, en 1949. El Abwehr fue el servicio de inteligencia alemán durante la II Guerra Mundial; le sucedieron el BND en la Alemania occidental y la Stasi en la del Este.
Al principio fueron unas cuantas novelas sueltas tempranas las que empezaron a tratar ya los tópicos del tema; quizá el primer autor es el estadounidense James Fenimore Cooper con El espía (1821) y The Bravo (1831). Un asunto tenebroso (1841) del escritor del realismo Honoré Balzac es ya una novela de espías. La autobiografía (1819) del turbio y famoso director de la policía de Napoleón Joseph Fouché (1759-1820), creador del espionaje moderno, ya había divulgado algunos de los procedimientos usados por los servicios de inteligencia de entonces, y la biografía que le consagró Stefan Zweig en 1929 también contribuyó a ello: Fouché, el genio tenebroso. Casanova narró algunas de sus aventuras como espía en sus popularísimas Memorias, y los agentes secretos son personajes habituales en las novelas de aventuras históricas de Alejandro Dumas: basta recordar a su famosa Milady de Winter o a su Cagliostro. Algunos de los relatos de Sherlock Holmes, que se han leído como novelas policiacas, son sin embargo ya un ejemplo temprano del género; por ejemplo, la Aventura del tratado naval y la Aventura de los planos de Bruce-Partington, en que Holmes protege secretos británicos de vital importancia de espías extranjeros, mientras que en Su última reverencia él mismo es un agente doble que suministra información falsa a los alemanes al borde ya de la Primera Guerra Mundial. Incluso nos hace saber el narrador que el hermano de Sherlock, Mycroft, trabaja en el servicio de inteligencia del gobierno británico. El agente secreto (1907) de Joseph Conrad ofrece una mirada más seria sobre el espionaje y sus consecuencias, tanto para los individuos como para la sociedad. La novela narra la historia y tragedias personales de los componentes de un grupo revolucionario que pretende volar el observatorio de Greenwich. En 1908 el género se hallaba ya tan afianzado que incluso se publicó una de sus primeras parodias en El hombre que fue Jueves, de Gilbert Keith Chesterton.
Con todo, el primer autor consagrado extensamente al género fue el periodista (y, al parecer, también espía) William Tufnell Le Queux (1864-1927), quien escribió unas veinticinco novelas de este tipo, aproximadamente la cuarta parte de todas las que hizo. La primera fue su Guilty Bonds (1890), escrita a su vuelta de Rusia y prohibida en esa nación, al igual que su A secret service (1898). Pese a su estilo abominable, fue el más dedicado al género y el más leído hasta que llegó Eric Ambler, quien maduró los tópicos del género y creó algunos otros más. También destaca Kim (1901) de Rudyard Kipling, basado este último en El Gran Juego (rivalidad entre el imperio británico y la Rusia zarista particularmente cruenta en los Balcanes y en Afganistán). El Gran Juego será uno de los temas perdurables del género, posteriormente como mero enfrentamiento entre Gran Bretaña y la URSS en el siglo XX y junto al de la lealtad y la traición. También es preciso mencionar La pimpinela escarlata (1905) de la Baronesa Orczy, que narra las aventuras de un aristócrata inglés que rescata a los nobles galos perseguidos por la Revolución francesa. Pero fue el Enigma de las arenas, novela de Robert Erskine Childers, la que definió la novela de espionaje típica antes de la Primera Guerra Mundial. Las novelas de espionaje más leídas eran las de William Le Queux, aunque su prosa ordinaria ha relegado sus obras a tiendas de libros de segunda mano. El segundo más popular era Edward Phillips Oppenheim. Juntos escribieron cientos de novelas de espías entre 1900 y 1914, aun cuando de escaso valor literario.
Tras la I Guerra Mundial, el autor más leído fue John Buchan, un habilidoso propagandista: sus novelas reflejaban la guerra como un conflicto entre civilización y barbarie. Entre ellas las más conocidas son Los Treinta y nueve escalones, cuyo título fue reempleado en una película de Hitchcock, así como Greenmantle y sus secuelas. Sus novelas todavía se reeditan. Las novelas de entreguerras principalmente ficcionalizan la lucha contra los bolcheviques. En Francia Gastón Leroux naturaliza en 1917 la novela de espionaje con su pionera Rouletabille chez Krupp, donde por primera vez aparece su detective Joseph Rouletabille.

## Segunda Guerra Mundial
El género se volvió más consistente e importante durante la Segunda Guerra Mundial. Por primera vez aparecen novelas escritas por agentes de inteligencia retirados, como Somerset Maugham, que describe de forma certera el espionaje en la I Guerra Mundial en su novela Ashenden, en realidad una serie de relatos de espías conexos. Compton Mackenzie, otro agente británico retirado, escribió la primera sátira del género de espionaje tras la de Chesterton.
En 1955 se divulga la historia del más peligroso espía al servicio de los nazis, Elyesa Bazna. Sin embargo, todavía no son conocidos los casos de intoxicación de Garbo y de la descodificación de la máquina encriptadora Enigma y se desconoce la infiltración de un topo al servicio de los soviéticos en el proyecto Manhattan.
Eric Ambler escribió sobre gente ordinaria atrapada en una red de espionaje en Epitafio a un espía (1938), La máscara de Dimitrios, y Journey into Fear (1940). Ambler es notable (y para algunos sorprendente) por introducir la perspectiva izquierdista en el género, que solía mostrar una actitud más conservadora y acorde al gobierno.
En 1939, la escocesa Helen MacInnes publica Above Suspicion, comenzando una carrera exitosa durante 45 años que se ganó a la crítica por sus intrincadas tramas y su particular reflejo de la historia contemporánea. Otros títulos famosos incluyen Assignment in Brittany (1942), Decision at Delphi (1961) y Ride a Pale Horse (1984).
En 1940, Manning Coles (pseudónimo de Adelaide Frances Oke y Cyril Henry Coles) publica Drink to Yesterday, la primera en la serie de Thomas Elphinstone Hambledon. Es una adusta historia enclavada en la Primera Guerra Mundial. Las novelas posteriores ocurren en la Alemania Nazi o la Inglaterra de la Segunda Guerra Mundial y exhiben un tono más ligero, a pesar de las graves situaciones que describen. Tras la guerra, las novelas de Hambledon comenzaron a estereotiparse, por lo que el interés decreció.

## La guerra fría
La Guerra fría tras la Segunda Guerra Mundial dio un gran impulso al género. Graham Greene (1904-1991) poseía un gran conocimiento del oficio, porque su tío, Sir William Graham Greene, ayudó a crear el Servicio de Inteligencia naval, y su hermano mayor, Herbert, espió para el Imperio japonés en los años 30; es más, su hermana menor, Elisabeth, le reclutó para el MI6, la inteligencia británica; tras servir en África, le destinaron a la Sección V a las órdenes directas de Kim Philby, el célebre agente doble de Los cinco de Cambridge. Y se inspiró en sus propias experiencias con el MI6 para crear una serie de novelas izquierdistas y antimperialistas como El americano impasible (1952), ubicada en Saigón, Un caso inacabado (1961), sobre el Congo Belga, Los comediantes (1966), en Haití, El cónsul honorario (1973), en Corrientes (Argentina) y El factor humano (1978), sobre un agente doble en Londres dividido también moralmente. La más popular de sus novelas fue Nuestro hombre en La Habana (1959), novela con toques de comedia sobre un espía británico en la Cuba precastrista. Pero su obra maestra es El factor humano, donde el tema de la traición, constante en su obra, se convierte en "otra lealtad", se inviste también de una desolada filosofía existencial y se tratan a fondo los temas morales con una prosa excepcional y una consumada estructura dramática. Las últimas biografías de Greene han descubierto que estuvo trabajando para el servicio de inteligencia británico hasta su misma muerte, de forma que ya no se sabe bien si su faceta de escritor fue en realidad la tapadera de sus labores como espía.
Uno de los primeros fenómenos tras la guerra fría fue James Bond o 007, de Ian Fleming (1908-1964), el más famoso espía de ficción, inspirado en parte en un personaje real. El personaje aparece en Casino Royale (1953), aunque la mejor novela según las listas de éxitos fue Desde Rusia con amor (1957). El personaje tuvo un éxito inmenso a través de adaptaciones cinematográficas que formaron una franquicia. Fleming fue también espía: diseñó planes para confundir a la inteligencia alemana y planificó la huida del rey Zigi de Albania. Sin embargo, y a pesar del éxito en ventas de las novelas de Fleming, otros escritores pronto desarrollaron héroes con rasgos bien distintos a los de Bond, ya que el espía típico (no tanto el agente operativo) debe ser hombre de apariencia anodina, dotado de gran memoria y que pasa absolutamente desapercibido. Notables entre estos son los protagonistas de John le Carré (1931) y Len Deighton (1929), que se inspiran en los autores de los años 30 que mostraban dudas sobre la moralidad del espionaje y reflejan la decadencia de la concepción imperialista de Gran Bretaña en el mundo y en la propia Gran Bretaña. Por ejemplo, contrastando con Bond al George Smiley de Le Carré, este último es un desencantado oficial de inteligencia de mediana edad cuya esposa le ha sido repetidamente infiel con amantes que no se ha preocupado de ocultar. Los servicios de inteligencia británicos están por entero calados por los rusos, quienes ya solo tienen en cuenta a los americanos, pese a lo cual Smiley juega una desoladora partida de ajedrez con el jefe del KGB Karla para desvelar la triste verdad. Le Carré usa el argot del MI5 y el MI6, que conocía bien por haber sido espía él mismo (topo es el agente enemigo infiltrado; el frío la URSS; los primos los estadounidenses; la guardería la estación central; cazadores de cabelleras los asesinos; inquisidores los torturadores; gorilas los agentes enemigos...). Su ficción trasluce la realidad: la traición de los Cinco de Cambridge había desacreditado por completo el servicio de inteligencia británico. Su novela más representativa al respecto de las muchas que escribió es El topo (1974), llevada con éxito a la televisión y al cine, aunque el personaje de Smiley ya aparecía en su primera novela Llamada para el muerto / Call for the Dead (1961) y tenía algún papel en El espía que surgió del frío (1963), también llevada con éxito a la gran pantalla. Len Deighton se muestra desmitificador y elíptico, y su protagonista, Harry Palmer, es una de las grandes creaciones del género; pueden citarse su The Ipcress File (1962) de la heptalogía que dedicó al personaje y llevada con éxito al cine; pero posteriormente creó a otro espía, Bernard Samson, que se recuerda en especial por Spy Hook (1988) / Anzuelo para espías (1995). En El día del chacal (1970) de Frederick Forsyth, se narra el intento de asesinato del general De Gaulle por parte de la OAS, y en El ojo de la aguja de Ken Follett, las desventuras de un espía alemán atrapado en una isla británica con información crucial poco antes del desembarco de Normandía; los autores proceden a acercarse de forma periodística, y se les aclamaba su uso dramático de acontecimientos históricos. 
En los Estados Unidos, destaca La carta del Kremlin, del oficial de contrainteligencia militar, escritor y empresario teatral Noel Behn, que fue llevada al cine por John Huston; Behn definió acertadamente el género al comentar que "en una novela de detectives, el héroe resuelve un crimen: en una novela de espías, el héroe comete uno". Pero también tras el antiguo telón de acero hubo novela de espías. Boris Akunin, pseudónimo de Grigori Shalvovich Chjartishvili, revitalizó el género con desmitificación, humor e ingenio en Conspiración en Moscú, El ángel caído y Gambito turco. Su héroe, Fandorin, nada tiene que ver con el derrotado Smiley de Le Carré o el frívolo James Bond. También destaca el enigmático Trevanian (La sanción del Eiger, 1972 y La sanción de Loo, 1973, protagonizadas por el espía y asesino Jonathan Helmlock, entre otras); su obra maestra es Shibumi, de 1979). El sueco-estadounidense Donald Hamilton escribió más de una veintena de novelas de espías protagonizadas por Matt Helm, y también son referencias en el género Robert Littell (1935-), famoso por The Company (2003), y Charles MacCarry (1930-); de este último cabe mencionar Operación Gólgota (1977)
En efecto, en esta época los escritores americanos ponen en peligro por primera vez el predominio británico en el género; En 1960, el ya citado Donald Hamilton publica Muerte de un ciudadano y The Wrecking Crew, las primeras novelas en las que figura el sombrío espía/asesino Matt Helm. Estos libros inspiraron una serie de películas cómicas protagonizadas por Dean Martin. La primera novela de Robert Ludlum, La herencia escarlata (1971), fue un best-seller en libros de bolsillo y lanzó la carrera de su autor. Se considera generalmente a Ludlum como el inventor del thriller de espías moderno; asimismo, creó la franquicia en torno al espía desmemoriado Jason Bourne, que tanto éxito ha tenido en sus adaptaciones cinematográficas. La tetralogía que se inicia con Los seis días del cóndor (1974) de James Grady fue llevada al cine igualmente por Sydney Pollack y a una serie moderna de televisión. La caza del octubre rojo (1984), la primera novela de Tom Clancy, fue una sensación editorial y más tarde fue adaptada al cine; la fecundidad de este autor, sin embargo, lastró su producción, que recurre con frecuencia a escritores fantasma. Aunque se acredita al galés Craig Thomas el crear el primer techno-thriller con su novela Firefox, de 1977, fue Clancy quien más cultivó el género.
Durante los años 60, se estrenaron una gran cantidad de películas de espías basadas en estos libros, desde el más fantasioso James Bond a la más realista El espía que surgió del frío (basado en la novela del mismo título de John Le Carré). También aparecen espías en la televisión; James Bond, en un episodio de Climax! en 1954 basado en Casino Royale y se producen varias series de televisión como Misión imposible, The Man from U.N.C.L.E, El agente secreto, y Yo espía. También se parodia a las series de espías en Get Smart.
Ya en los años 1970 el agente retirado de la CIA Charles McCarry escribió media docena de novelas como The Tears of Autumn, notables por su calidad y conocimientos sobre el espionaje.

## Después de la Guerra fría
Con el final de la Guerra fría, el escritor Norman Mailer trata el tema del espionaje en EE. UU. en Harlot's Ghost, novela publicada en 1991, año en que se disuelve la Unión Soviética; pero sin duda el autor más importante y consagrado al género, heredero de Ambler y Greene, es Alan Furst (1941-), autor por ejemplo de El oficial polaco (1995). La mayoría de sus novelas están relacionadas con la II Guerra Mundial; como Trevanian, se afincó en Francia.
Con la caída del Telón de Acero, el antiguo este Comunista se tambaleaba, pues precisaba de ayuda financiera de occidente mientras adoptaba un régimen democrático. Con la desaparición de la Unión Soviética, Rusia no servía como archienemigo para las novelas de espionaje. Lo que es más, la misma existencia de la CIA estaba comprometida (el congreso de EE. UU estaba debatiendo si desmantelar la agencia). El interés del público por la novela de espionaje también menguaba, por lo que el New York Times dejó de publicar su columna de reseña de thrillers.
Sin embargo, los editores continuaron publicando los nuevos trabajos de autores que habían sido populares durante la Guerra fría, esperando que sus lectores serían fieles, lo que resultó cierto. Además de los mencionados anteriormente, se publicaron las obras de Nelson DeMille, W.E.B. Griffin y David Morrell.
A pesar de esto, los editores no querían correr el riesgo de publicar a autores noveles. Solo unos cuantos, por lo original o por la calidad de sus obras consiguieron ser publicados, mientras los otros publicaban en folletines de tapa blanda. Entre ellos, en Estados Unidos podemos encontrar a Joseph Finder, con Moscow Club (1995), Gayle Lynds, Mascarada, (1996), y Daniel Silva, The Unlikely Spy (1996). En el Reino Unido, Charles Cumming, A Spy By Nature (2001). Todos ellos, aun siendo excepciones, contribuyeron a mantener el género vivo.

## La década del espía
Los casos de los topos estadounidenses Aldrich Ames, Robert Hanssen y John Anthony Walker, así como de los británicos Cinco de Cambridge y George Blake, y los rusos Dmitri Poliakov, Oleg Penkovski, Oleg Gordievski, Aleksandr Litvinenko y Adolf Tolkachev, y los acontecimientos del 11 de septiembre y los subsiguientes ataques terroristas, así como la intensificación de la guerra sucia contra la droga y la narcopolítica por medio de la DEA, devolvieron a los lectores el ansia por conocer más sobre la guerra secreta en el mundo. Así la ficción de espionaje ha sido una lente a través de la cual los lectores no solo se entretienen, sino que también obtienen conocimientos e interpretan el mundo y la política. Por eso el interés por la novela de espionaje resurgió y ha continuado creciendo, pues refleja la atención que muestra el público por los servicios de inteligencia de todo el mundo.
Le Carré y Forsyth marcaron su regreso con nuevas obras. Autores británicos nuevos como Tom Bradby empiezan a publicar. Los editores buscaron activamente novelas de espionaje y continúan haciéndolo. Gran cantidad de autores europeos y norteamericanos cultivan hoy en día este género. En Estados Unidos la lista de los más vendidos del New York Times está frecuentemente dominada por estos thrillers. El autor más destacado reciente es sin duda un digno seguidor de Greene y Deighton, que como ellos fue también espía, Charles Cumming, autor de varias novelas, entre ellas The Spanish Game (2006), que refleja su experiencia en España, donde estuvo viviendo, y En un país extraño (2018). El autor francosueco Jan Guillou ha popularizado el personaje de un espía sueco, Carl Hamilton, en un ya extenso ciclo de diez novelas y John Banville vuelve al tema de Los cinco de Cambridge con El intocable. Por otra parte, el estadounidense de origen portugués Daniel Silva también se ha consagrado en exclusiva al género (El hombre de Viena, La chica inglesa); y el escritor Joseph Finder se inspira en su propia experiencia, pues fue agente de la CIA.
En 2004 se formó la primera organización internacional de escritores de thriller, International Thriller Writers (ITW), que fomentó la primera conferencia internacional (ThrillerFest) en junio de 2006. La novela de espionaje y trabajos similares dedicados a lectores más jóvenes también ha visto la luz en época reciente, como puede verse en obras como la serie de novelas de Alex Rider escritas por Anthony Horowitz.
El interés por el espionaje también puede apreciarse por parodias como Enviada especial de Jean Echenoz o series de televisión como La Femme Nikita (1997-2001), Alias (2001-2006), 24 (2001-2010), o Spooks (llamada en Inglaterra MI-5, 2002-2011). Pero más notablemente, una oleada de películas de espionaje ha podido verse en Hollywood con títulos como Mission: Impossible o la saga de The Bourne Identity, así como por las versiones más modernas de la franquicia James Bond. Pero, lo que es más interesante, un género que siempre ha sido visto como entretenimiento ha comenzado a adquirir un perfil crítico y social con películas como Múnich, de Steven Spielberg, Syriana o El sastre de Panamá y El jardinero fiel (inspiradas en novelas de Le Carré).

## La novela de espionaje fuera del mundo anglosajón

### La novela de espionaje en España
Según los historiadores Carlos Carnicer y Javier Marcos, Felipe II fue el primer monarca español en tener unos servicios de inteligencia de extensión global, bien pagados y eficaces, con frecuencia comprometidos en desestabilizar a los enemigos del Imperio y en informar sobre el Norte de África y los planes de franceses, ingleses, holandeses, otomanos y venecianos.
El golpe en vago (1835), novela histórica de José García de Villalta, narra una conspiración jesuita para hacerse con el poder político en la España del siglo XVIII. También de una conspiración absolutista durante el Trienio liberal (1820-1823) trata La Fontana de Oro (1870), primeriza novela histórica de Benito Pérez Galdós, que posee dos finales distintos. El espionaje asoma también algunas veces en los Episodios nacionales, sin alcanzar mayor desarrollo. Pío Baroja publicó 22 novelas históricas protagonizadas por un antepasado suyo, el espía, conspirador y masón liberal Eugenio de Aviraneta (1792-1872), las Memorias de un hombre de acción entre 1913 y 1935. Pero después de la Guerra Civil la existencia del género de espionaje en España se limitó a traducciones de autores anglosajones hasta que en los años sesenta la editorial Ferma de Barcelona lanzó una colección de novelas baratas, B.A.N.G., sobre una supuesta red internacional de espionaje y anticriminal que recordaba claramente al mundo de James Bond. Sus autores eran españoles, aunque recurrían a seudónimos anglosajones. Más importante fue, sin embargo, la colección Servicio secreto de editorial Bruguera, donde el acreditado Francisco González Ledesma publicó catorce novelas sobre el agente del FBI Clive Murdock, bajo el pseudónimo de Silver Kane. Además, varios autores de esta editorial crearon una especie de ciclo sobre agentes secretos en la colección DANS: Frank Caudet (Francisco Caudet), Clark Carrados (Luis García Lecha), Burton Hare (José María Lliró), y el propio Silver Kane. A todos estos cabría agregar a Pedro Víctor Debrigode, quien además anduvo envuelto en asuntos de espionaje durante la Guerra civil, y Fidel Prado, entre muchos otros autores que cabe salvar de la literatura popular.
Distinto fue el caso del militar Ángel Ruiz Ayucar (La sierra en llamas, 1953). Posteriormente el género decayó al concluir la Guerra Fría, salvo algunas excepciones como las memorias noveladas del espía Luis M. Gonzalez-Mata Cisne. Yo fui espía de Franco (1977), y las novelas Carne de Trueque (1979) de Fernando Martínez Laínez, La patria goza de calma (1988) de Juan Antonio de Blas y Beltenebros (1989) de Antonio Muñoz Molina. Como curiosidad puede citarse alguna obra extranjera protagonizada por un jefe del CESID, como La traición de Córdoba, de Paul Goeken o Invierno en Madrid, de C. J. Sansom.
El género resurgió con fuerza con el siglo XXI. Alejandro Gándara conquistó en 2001 el premio Herralde de novela con Últimas noticias de nuestro mundo, sobre antiguos espías de la desaparecida RDA tras la caída del muro de Berlín; siguió en 2002 Javier Marías con Tu rostro mañana y más tarde con Tomás Nevinson (2021). En 2003 Lourdes Ventura con La cantante de hotel. Se inició la serie del agente Antonio Alba en Cazar al Capricornio (2009), La otra cara de Jano (2012) y El arma perfecta (2021) de Francisco Castillo Arenas, y destacan entre otras novelas sueltas El espía imperfecto (2009) de José Luis Caballero, La voz del pasado (2010) de Fernando Rueda y El informe Müller (2013) y Nuestra parte del trato (2015) de Antonio Manzanera Escribano. Grandes éxitos han sido El tiempo entre costuras (2009) de María Dueñas, llevada a la televisión, y la trilogía de Falcó de Arturo Pérez-Reverte, formada por Falcó (2016), Eva (2017) y Sabotaje (2018). El autor ya se había acercado al género en su novela histórica El maestro de esgrima. Otros autores son Luis Mollá (Soldado de nieve), el exagente del CNI Juan Alberto Perote (Misión para dos muertos), Andrés Pérez Domínguez (La clave Pinner), Carlos Carnicer (Forcada. Un espía español al servicio de Felipe II), Antonio Ruibérriz de Torres (El hombre de Nador), Iñaki Abad (El hábito de la guerra, Los malos adioses), José Calvo Poyato (El espía del rey), Iñaki Martínez (La ciudad de la mentira), Basilio Trilles (La espía de Franco), Francisco Veiga (Ciudad para ser herida y Las reglas de la cabra), Manuel Hurtado Marjalizo (La librería del callejón, Ed. La Esfera de los libros, 2016), José de Cora, José María Beneyto, Montero Glez, David Vázquez Rodríguez, César Pérez Gellida, Paloma Sánchez-Garnica, José Carlos Somoza, Carlos Díaz Domínguez, Pablo Zarrabeitia, Roser Caminals... Incluso un director del CESID español, Jorge Dezcallar, se animó a cultivar el género (Espía accidental, 2021). El Foro de debate Máximo Secreto reúne hoy a unos veinte escritores españoles de este género.

### La novela de espionaje en Iberoamérica
En Latinoamérica, el género nunca ha llegado a ser un subgénero literario que haya tenido una verdadera tradición literaria. Sin embargo, en la última década escritores como el chileno Roberto Ampuero con su novela Detrás del muro, entre otras, el cubano Humberto López y Guerra (seudónimo H. L. Guerra) con sus novelas El traidor de Praga y Triángulo de espías, los peruanos Alejandro Neyra con CIA, Perú, una novela de espías, y Juan Manuel Robles, con Nuevos juguetes de la guerra fría y los venezolanos Moisés Naím con Dos espías en Caracas  y Juan Carlos Méndez Guédez con su obra Los maletines
, han logrado que la novela de espionaje esté presente en la literatura latinoamericana.

## Algunos autores reconocidos del género
- Eric Ambler
- Jack Higgins
- Roberto Ampuero
- Raymond Benson
- John Buchan
- José Luis Caballero
- Francisco Castillo Arenas
- John le Carré
- James Hadley Chase
- Robert Erskine Childers
- Tom Clancy
- Manning Coles
- Desmond Cory
- Len Deighton
- Paul Eddy
- Sebastián Edwards
- Joseph Finder
- Ian Fleming
- Vince Flynn
- Ken Follett
- Frederick Forsyth
- Alan Furst
- John Gardner
- Michael Gilbert
- Graham Greene
- Jan Guillou
- Adam Hall
- Donald Hamilton
- Robert Harris
- Raelynn Hillhouse
- Anthony Horowitz
- Humberto López y Guerra (H.L. Guerra)
- Robert Ludlum
- Gayle Lynds
- Helen MacInnes
- Ian Mackintosh
- Norman Mailer
- Somerset Maugham
- Charles McCarry
- Andy McNab
- David Morrell
- James Munro
- Manning O'Brine
- E. Phillips Oppenheim
- Emma Orczy
- William le Queux
- Fernando Rueda
- Daniel Silva
- Desmond Skirrow
- Ross Thomas
- Brad Thor
- Dennis Wheatley

### En castellano
- Blog dedicado a la novela de espionaje española.
- Negra y Criminal librería virtual de novela negra, policial y de intriga.

### En inglés
- International Thriller Writers, Inc. Web oficial de la asociación de escritores de thriller.

- Datos: Q1426213